# Affaire Eurochallenges
Ne doit pas être confondu avec EuroChallenge, la compétition sportive.
L'affaire Eurochallenges est une affaire judiciaire française qui a pour origine l'escroquerie de clients d'une agence matrimoniale.

## Résumé
L'agence matrimoniale, d'abord nommée Centre national de recherche en relations humaines puis rebaptisée Eurochallenges, a servi à escroquer, entre 2010 et 2014, 340 hommes en quête de l’âme sœur, pour un préjudice estimé à 2 millions d’euros,,. Les faits d’escroquerie en bande organisée, abus de faiblesse et harcèlement moral qui leur[Qui ?] sont reprochés[Par qui ?], remontent à la période 2010-2014, lorsqu’ils[Qui ?] travaillaient pour l’agence créée par Anne-Marie Muser, la mère de Grégory Thonet,,,[pas clair].
Les tarifs étaient prohibitifs, jusqu'à 22 900 euros pour une année, le taux de réussite mensonger, et les profils des femmes étaient faux,, tout comme les témoignages d'anciens clients présentés par l'agence (un salarié d'Eurochallenges jouait le prospect lors d'un reportage TV).
Les enquêteurs ont identifié des clients vulnérables ou handicapés à qui Eurochallenges avait fait souscrire des contrats et aurait ensuite eu recours à des méthodes de recouvrement agressif. Cette pratique aurait mené au suicide d’un client.
L'agence Eurochallenges utilisait les images de célébrités (Adriana Karembeu et Milla Jovovich) sans leur consentement pour sa promotion.
Eurochallenges, créé en 1996, (près de 7 millions de chiffre d'affaires) se disait également régi par le Centre national de recherche en relations humaines (CNRRH), qui était dans les faits le nom de leur société. Les clients pouvaient penser que Eurochallenges était contrôlée par une entité indépendante.
Pour éviter les litiges, une alerte s'affichait sur les ordinateurs des employés quand le client était policier, magistrat, avocat, ou journaliste,.
Eurochallenges était à l'initiative de très nombreuses procédures judiciaires pour garantir sa réputation, en menaçant des sites d'informations et des forums,.

## Procès
Grégory Thonet et  Gaëlle Thonet Burlot ont été condamnés à 5 ans de prison (dont 3 ans et demi ferme) pour escroquerie en bande organisée et abus de faiblesse, et 100 000 euros d’amende le 6 mars 2023. Le tribunal a également délivré à l'encontre du couple un mandat de dépôt à effet différé avec exécution provisoire. Le couple est jugé pour sa participation à une agence matrimoniale frauduleuse,.
Sont également condamnés à de la prison ferme pour escroquerie en bande organisée et abus de faiblesse Pierre-Alexis Thonet et Roland Thonet, les 2 autres fils de Anne-Marie Muser.
Grégory Thonet et Gaëlle Thonet Burlot ont passé quelques semaines en détention à l'automne 2023 et ont fait appel de la décision. Lors du procès en appel, ouvert le 27 mai 2024, le procureur a requis cinq ans d'emprisonnement dont quatre ferme à leur encontre ainsi que 50 000 euros d'amende chacun. La décision a été mise en délibéré au 5 décembre 2024. 